# Quelque chose de bizarre
Singles de Jean-Jacques Goldman
Il suffira d'un signe
(1981) Quand la musique est bonne
(1982)
Quelque chose de bizarre est une chanson écrite, composée et interprétée par Jean-Jacques Goldman parue sur son premier album, Jean-Jacques Goldman en 1981. Deuxième extrait de l'album à sortir en single 45 tours à la fin du printemps 1982, au moment où le premier extrait, Il suffira d'un signe, commence à véritablement décoller dans les charts. 
Mais contrairement à son prédécesseur, Quelque chose de bizarre ne rencontre pas le succès escompté, puisque seulement moins de 50 000 exemplaires du single sont vendus et n'est que brièvement classé dans les charts (deux semaines en septembre 1982). L'échec commercial du 45 tours n'a pas d'incidence sur la suite de la carrière de Goldman,  puisque peu de temps après, Quand la musique est bonne, premier extrait du second album du chanteur qui vient d'être publié, sort en 45 tours, devient un énorme tube et inaugure une série de singles et albums à succès pour Goldman.
Goldman reprendra le titre avec Michael Jones et Carole Fredericks lors d'une série de concerts au New Morning en avril 1994, qui figurera sur l'album live du trio Fredericks Goldman Jones, Du New Morning au Zénith (1995). 

## Liste des titres
| A. | Quelque chose de bizarre | 4:13 |
| B. | Pas l'indifférence       | 4:10 |

## Classement hebdomadaire
| Classement (1982) | Meilleure place |
| ----------------- | --------------- |
| France (IFOP)     | 62              |